# Wilster
Wilster település Németországban, Schleswig-Holstein tartományban. Lakosainak száma 4389 fő (2023. december 31.).

## Népesség
A település népességének változása:
| Lakosok száma | 4575 | 4383 | 4308 | 4342 | 4369 | 4389 |
|               | 1975 | 2017 | 2019 | 2021 | 2022 | 2023 |

## Híres személyek
- itt született Peter Luther (1939–2024) olimpiai bronzérmes, Európa-bajnok német lovas, díjugrató